# Cobitis calderoni
La lamprehuela (Cobitis calderoni) es una especie de pez de la familia Cobitidae.
Es endémico de la península ibérica. Se distribuye en las cuencas de los ríos Duero, Ebro, Tajo y Guadiana. También en las cabeceras de los ríos Lozoya, Jarama, Tajuña y Manzanares, pertenecientes a la cuenca del río Tajo, y en la cabecera del río Sil, perteneciente a la cuenca del río Miño.